# Maximilian Rossmann
Maximilian Rossmann (Halberstadt, 6 maggio 1995) è un calciatore tedesco, difensore del Kickers Offenbach.

## Caratteristiche tecniche
È una difensore centrale.

## Carriera
Ha esordito fra i professionisti il 26 luglio 2014 con la maglia del Wolfsburg II in occasione del match di Fußball-Regionalliga vinto 3-2 contro il Rehden.
Ha giocato nella prima divisione olandese con la maglia dell'Heracles Almelo.

## Statistiche

### Presenze e reti nei club
Statistiche aggiornate al 21 settembre 2018.
| Stagione        | Squadra              | Campionato      | Campionato | Campionato | Coppe nazionali | Coppe nazionali | Coppe nazionali | Coppe continentali | Coppe continentali | Coppe continentali | Altre coppe | Altre coppe | Altre coppe | Totale | Totale | Totale |
| Stagione        | Squadra              | Comp            | Pres       | Reti       | Comp            | Pres            | Reti            | Comp               | Pres               | Reti               | Comp        | Pres        | Reti        | Pres   | Reti   |        |
| --------------- | -------------------- | --------------- | ---------- | ---------- | --------------- | --------------- | --------------- | ------------------ | ------------------ | ------------------ | ----------- | ----------- | ----------- | ------ | ------ | ------ |
| 2014-2015       | Wolfsburg II         | RL              | 5          | 0          |                 | -               | -               |                    | -                  | -                  |             | -           | -           | 5      | 0      |        |
| 2015-2016       | Alemannia Aquisgrana | RL              | 15         | 0          | CG              | 0               | 0               |                    | -                  | -                  |             | -           | -           | 15     | 0      |        |
| 2016-2017       | Magonza II           | 3L              | 29         | 2          |                 | -               | -               |                    | -                  | -                  |             | -           | -           | 29     | 2      |        |
| 2017-2018       | Sportfreunde Lotte   | 3L              | 19         | 1          | CG              | 0               | 0               |                    | -                  | -                  |             | -           | -           | 19     | 1      |        |
| 2018-2019       | Heracles Almelo      | ED              | 4          | 0          | CO              | 0               | 0               |                    | -                  | -                  |             | -           | -           | 4      | 0      |        |
| Totale carriera | Totale carriera      | Totale carriera | 72         | 3          |                 | 0               | 0               |                    | -                  | -                  |             | -           | -           | 72     | 3      |        |